# Електротехнічне машинобудування
Електротехнічне машинобудування — частина точного машинобудування.
Електроніка є основою сучасного науково-технічного прогресу, має найвищі темпи розвитку наукових досліджень, розробки технологій, розширення номенклатури та обсягів випуску продукції. Необхідність масового виробництва вимагає створення високопродуктивного, надійного автоматизованого спеціального технологічного обладнання, яке працює на різних принципах в широкому діапазоні фізичних параметрів: від гелієвих температур до 1600…1700К, при тиску від 10-9 до 109Па, з переміщеннями на відстань декількох атомних шарів до десятків метрів. 
Високі темпи розвитку технологій обумовлюють, за досвідом зарубіжних компаній, зміну спеціального технологічного обладнання кожні 4—5 років. А технологічний процес характеризується специфічними вимогами до обладнання, матеріалів, вимог виконання операцій обробки і контролю. Тому виділимо певні загальні вимоги до спеціального технологічного обладнання електротехнічного машинобудування, які необхідно виконувати при проектуванні, експлуатації, налагодженні та ремонті.
1. Прецизійність (точність). Обладнання повинне забезпечувати можливість точного встановлення режимів обробки і підтримки їх протягом всього технологічного циклу. Обладнання, як правило, повинно бути автоматизоване або роботизоване, мати мікропроцесорне управління роботою основних виконавчих блоків.
2. Відтворюваність режимів. Обладнання повинно забезпечувати тотожність обробки від виробу до виробу, від партії виробів – до партії протягом обумовленого терміну без додаткового регулювання чи налагодження; автоматичне підтримання режимів обробки по заданій програмі за необхідності.
3. Інертність конструкційних матеріалів до середовища обробки та матеріалу майбутнього виробу з метою мінімізації руйнування робочих вузлів та зниження рівня забруднення виробу в процесі обробки. При необхідності потрібно передбачати змінні блоки, захисні пристосування, операції проміжної очистки від продуктів обробки.
4. Низьке дефектоутворення. Вибирають конструкційні рішення, що забезпечують мінімізацію генерації забруднюючих частин і їх попадання на поверхню виробу. Конструкція повинна передбачати можливість вбудовування в чисті виробничі приміщення. Для цього обладнання повинно бути модульного виконання, що забезпечує доступ до завантажувальних і розвантажувальних вузлів та управління технологічним процесом із чистої кімнати, а основний корпус та допоміжні вузли повинні бути розміщені поза нею.
5. Мінімізація перехідних процесів. Кінематичні вузли і блоки, системи керування і енергетичного впливу на виріб повинні забезпечувати максимальне скорочення тривалості перехідних процесів, які дають неконтрольований вплив на виріб у загальному технологічному циклі обробки та погіршують відтворюваність параметрів виробу.
6. Екологічність. Обладнання повинно мати вбудовані блоки чи вузли нейтралізації шкідливих реагентів чи продукції реакції, що забезпечує захист навколишнього середовища, робочого персоналу і виробу від шкідливого впливу речовин технологічного процесу. Системи нейтралізації повинні забезпечувати роздільну обробку шкідливих речовин з метою підвищення ефективності утилізації відходів. У випадку роботи з дорогоцінними металами повинна бути автономна система практично 100% збору і виділення дорогоцінного металу з відходів виробництва. Конструкція повинна передбачати захист від несанкціонованого доступу в зони реакції, мати ефективну систему захисту персоналу від впливу шкідливих факторів (випари шкідливих речовин, у тому числі отруйних, газів реакції; магнітні, електричні чи СВЧ поля і радіація; лазерне випромінювання, акустичний шум та вібрація тощо)
7. Надійність. Обладнання повинно забезпечувати тривалі середні напрацювання на відмову, низьке значення часу відновлення, та коефіцієнт технічного використання не менше 0,85…0,95.
8. Модульність конструкції. Вона повинна передбачати можливість у випадку виходу з ладу швидкої і оперативної заміни блоків та вузлів без додаткового налагодження та юстирування, порушення чистих кімнат і спряженого обладнання.
9. Спряженість. Окремі одиниці обладнання, що входять в єдиний технологічний комплекс для випуску певної групи продукції повинні бути спряженими в системі технологічного транспорту, приєднувальних розмірів, систем автоматичного керування (інтерфейсу).
10. Ергономічність. Обладнання повинно забезпечувати низьку втомлюваність оператора, систему захисту від шкідливих факторів. Монотонні операції повинні бути автоматизовані, системи мікроскопічного контролю по можливості повинні бути замінені системами технічного зору та автоматичного контролю і т.ін.

## Див також
- Електротехнічна промисловість
- Радіотехнічна і електронна промисловість